# ستو
ستو یا کتو (به یونانی: Κητώ, Kētō) در اساطیر یونانی فرزند پونتوس و گایا، الهه دریاها و تجسم ترس و خطرهای دریا می‌باشد. او خواهر فورسیس (که همسرش نیز بود)، نرئوس، تائوماس، و ایریبیئا است. او از برادرش صاحب فرزندانی غول‌پیکر شامل سکولا، اکیدنا، لادون و گورگون شد. نام ستو تبدیل به یک نام عمومی برای انواع هیولاهای دریا گشته است.
در نجوم و اجرام کوچک منظومه شمسی نام ستو ۶۵۴۸۹، برگفته از این ایزدبانو می‌باشد.